# Austrodecus (Tubidecus) latum
Austrodecus (Tubidecus) latum is een zeespin uit de familie Austrodecidae. De soort behoort tot het geslacht Austrodecus. Austrodecus (Tubidecus) latum werd in 1991 voor het eerst wetenschappelijk beschreven door Stock. 